# Дороті Дженіс
Дороті Дженіс (англ. Dorothy Janis, 19 лютого 1912 — 10 березня 2010), при народженні Дороті Пенелопа Джонс — американська акторка німого кіно.
Дороті Пенелопа Джонс народилася в Далласі. Її кінокар'єра почалася в 1927 році, після того як вона провідала свого кузена, який працював на студії «Fox». Менеджери студії звернули увагу на красиву дівчину і запропонували їй екранне тестування. В результаті Дороті з'явилася в чотирьох німих фільмах студії і в одному звуковому. Найбільш відомою стала її роль у фільмі «Язичник» (1929) з Рамоном Новарро у головній ролі. Вона припинила зніматися в 1930 році, а через два роки одружилася з музикантом Вейном Кінгом, з яким прожила разом 53 роки до його смерті в 1985 році.
Останнім часом Дороті Дженіс проживала у містечку Парадайз-Воллі в штаті Аризона. Акторка померла в Фініксі 10 березня 2010 року у віці 98 років.